# 原剛 (軍事史家)
原 剛 （はら たけし、1937年（昭和12年） - ）は、日本の軍事史研究者、陸上自衛官。防衛省防衛研究所図書館調査員、軍事史学会副会長。最終階級は1等陸佐。専攻は日本軍事史（特に国土防衛史）。

## 概要
香川県出身。県立観音寺第一高校卒業後、1960年（昭和35年）防衛大学校本科卒業（第4期生）。同年陸上自衛隊入隊。第10普通科連隊、第28普通科連隊に勤務後、防衛大学校、陸上自衛隊少年工科学校、陸上自衛隊幹部候補生学校教官を歴任。この期間に日本大学法学部政治経済学科を卒業（通信教育課程）、国士舘大学で歴史学を研修。
1980年（昭和55年）より防衛庁防衛研究所戦史部所員。1991年に自衛官を退官後、教官として防衛研究所戦史部勤務、1998年定年退官し非常勤調査員として戦史部に勤務後、現職。軍事史学会の理事を経て、同学会副会長。日本軍（主に帝国陸軍）関連の戦争映画・ドラマでは軍事考証も手がける（坂の上の雲など）。
偕行社『南京戦史』の調査執筆に関与したことから、日中戦争中の南京事件をめぐる論争にも参加し、東中野修道が設立した日本「南京」学会においても同問題に関する研究成果を発表している。また、国家基本問題研究所で客員研究員を務める。

## 著作

### 単著
- 『幕末海防史の研究――全国的にみた日本の海防態勢』名著出版, 1988年
- 『明治期国土防衛史』錦正社, 2002年
- 『沖縄戦における住民問題』錦正社、2021

### 共著
- 半藤一利・秦郁彦・横山恵一『歴代陸軍大将全覧 明治編』中公新書ラクレ、中央公論新社、2009年
- 半藤一利・秦郁彦・横山恵一『歴代陸軍大将全覧 大正編』中公新書ラクレ、2009年
- 半藤一利・秦郁彦・横山恵一『歴代陸軍大将全覧 昭和篇 満州事変・支那事変期』中公新書ラクレ、2010年
- 半藤一利・秦郁彦・横山恵一『歴代陸軍大将全覧 昭和篇 太平洋戦争期』中公新書ラクレ、2010年
- 半藤一利・秦郁彦・松本健一・戸髙一成『徹底検証 日清・日露戦争』文春新書、文藝春秋、2011年

### 共編著
- 安岡昭男『日本陸海軍事典』新人物往来社, 1997年（コンパクト版上下、2003年）

### 監修
- 『秘蔵 日露陸戦写真帖――旅順攻防戦』柏書房, 2004年

## 論文
- 「幕末における江戸湾の防備――湾口防備から内海防備へ」『軍事史学』22巻4号（1987年）
- 「幕末期の長崎防備」『政治経済史学』254号（1987年）
- 「幕末における伊勢神宮の防衛」『軍事史学』23巻2号（1987年）
- 「対馬及び対馬海峡の防衛――幕末から太平洋戦争まで」『新防衛論集』15巻4号（1988年）
- 「文久及び慶応の軍制改革――中央統一軍化をめざして」『軍事史学』23巻4号（1988年）
- 「明治初期の沖縄の兵備――琉球処分に伴う陸軍分遣隊の派遣」『政治経済史学』317号（1992年）
- 「北海道屯田兵の設置経緯」『政治経済史学』323号（1993年）
- 「日清戦争における本土防衛」『軍事史学』30巻3号（1994年）
- 「沖縄戦における県民の県外疎開」『軍事史学』31巻1・2合併号（1995年）
- 「明治前期の国防会議――幻に終わった陸海軍調整機関」『政治経済史学』357号（1996年）
- 「『戦史叢書』の来歴および概要」『防衛研究所戦史部年報』1号（1998年）
- 「陸海軍文書について」『戦史研究年報』3号（2000年）
- 「日露戦争の影響――戦争の矮小化と中国人蔑視感」『軍事史学』36巻3・4合併号（2001年）
- 「いわゆる「南京大虐殺事件」の埋葬記録の再検討」東中野修道編『南京「虐殺」研究の最前線――平成14年版日本「南京」学会年報』（展転社, 2002年）
- 「東京湾第三海堡の建設経緯について」『軍事史学』39巻2号（2003年）
- 「防衛研究所所蔵の日露戦争関連史料」『軍事史学』40巻2・3合併号（2004年）
- 「歩兵中心の白兵主義の形成」『軍事史学』41巻1・2合併号（2005年）
- 「日露戦争における本土防衛」『明治聖徳記念学会紀要』42号（2005年）
- 「私と軍事関係史料」『戦後日本研究会・近代日本史料研究会報告集 1巻』（近代日本史料研究会, 2006年）
- 「一号作戦――実施に至る経緯と実施の成果」戸部良一・波多野澄雄編『日中戦争の軍事的展開』（慶應義塾大学出版会, 2006年）
- 「いわゆる「南京事件」の不法殺害――その規模と要因」『軍事史学』43巻3・4合併号（2008年）
- 山田正行『II 原剛氏特別講義(11月17日) レジュメ いわゆる「南京事件」』 15巻、大阪教育大学社会教育学研究室〈いわゆる「南京事件」の研究と教育〉、2009年1月、3-16頁。CRID 1050845762735319552。ISSN 0918-418X。 NAID 120001089081。